# Kopalnia Węgla Kamiennego Ruda
Kopalnia Węgla Kamiennego Ruda – przedsiębiorstwo górnicze z siedzibą w Rudzie Śląskiej, należące do Polskiej Grupy Górniczej, składające się z trzech dawnych kopalń węgla kamiennego, połączonych administracyjne w jedno przedsiębiorstwo pod nazwą Kopalnia Węgla Kamiennego „Ruda”. Głównym produktem oferowanym przez KWK Ruda jest węgiel kamienny.

## Historia
Oddział KWK Ruda Polskiej Grupy Górniczej powstał w wyniku reformy, przeprowadzonej w związku z bankructwem Kompanii Węglowej 1 lipca 2016 z połączenia trzech kopalń: Bielszowice, Halemba-Wirek, Pokój. Faktycznie KWK Ruda składa się z trzech oddzielnie funkcjonujących kopalń (zakładów). Wspólna dla wszystkich zakładów KWK Ruda pozostaje administracja. 
Od 2021 roku KWK Ruda łączy dwie kopalnie (Bielszowice i Halemba-Wirek) po zamknięciu Kopalni Pokój. 

## Struktura
Podstawowe dane na temat zakładów górniczych należących do kopalni: 
| Oddział kopalni | Data powstania | Zatrudnienie (2018) | Miejscowość             | Rejony wydobycia                           |
| --------------- | -------------- | ------------------- | ----------------------- | ------------------------------------------ |
| KWK Bielszowice | 1904           | 2910                | Ruda Śląska Bielszowice | Ruda Śląska, Bielszowice, Zabrze           |
| KWK Halemba     | 1957           | 2656                | Ruda Śląska Halemba     | Ruda Śląska, Halemba                       |
| KWK Pokój       | 1902           | 1574                | Ruda Śląska             | Ruda Śląska, Wirek, Nowy Bytom, Czarny Las |